# Gare de Tabata
Pour les articles homonymes, voir Tabata.
La gare de Tabata (田端駅, Tabata-eki) est une gare ferroviaire de la ville de Tokyo au Japon. Elle est située dans l'arrondissement de Kita, dans le quartier de Tabata. Elle est desservie par les lignes Yamanote et Keihin-Tōhoku de la JR East.

## Situation ferroviaire
La gare de Tabata est située au point kilométrique (PK) 20,6 de la ligne Yamanote et au PK 23,2 de la ligne Keihin-Tōhoku.

## Histoire
La gare a été inaugurée le 1er avril 1896.

## Services aux voyageurs

### Accès et accueil
La gare dispose d'un bâtiment voyageurs, avec guichet, ouvert tous les jours.

### Desserte
- JK Ligne Keihin-Tōhoku :
  - voie 1 : direction Akabane et Ōmiya
  - voie 4 : direction Ueno, Tokyo et Yokohama
- JY Ligne Yamanote :
  - voie 2 : direction Ikebukuro et Shinjuku
  - voie 3 : direction Ueno, Tokyo et Shinagawa